# Lijst van personages uit Stargate
Dit is een lijst van personages uit het sciencefictionfranchise Stargate

## A
- Acastus Kolya
- Adrian Conrad
- Aldwin
- Amaterasu
- Amaunet
- Anise
- Anubis
- Apophis
- Arkad
- Aron
- Athena
- Aurora Captain
- Ayiana

## B
- Ba'al
- Bastet
- Bill Lee
- Bob
- Bo'rel
- Bra'tac
- Bynarr

## C
- Cameron Mitchell
- Camulus
- Carolyn Lam
- Catherine Langford
- Cha'ra
- Charin
- Charles Kawalsky
- Chaya Sar
- Chekov
- Cowen
- Cronus

## D
- Dahlia Radim
- Daniel Jackson
- Davidson
- Delek
- Drey'auc

## E
- Egeria
- Ellia
- Ernest Littlefield

## F
- Frank Simmons
- Freyr
- Fro'tak

## G
- Ganos Lal (alias Morgan le Fay)
- Garshaw of Belote
- George Hammond
- Gerak

## H
- Haemon
- Haikon
- Halling
- Hank Landry
- Harry Maybourne
- Hathor
- Heimdall
- Helia
- Henry Hayes
- Herak
- Hermiod
- Heru-ur
- Hive Keeper

## I
- Imhotep (alias K'tano)
- Ishta

## J
- Jack O'Neill
- Jacob Carter
- Janet Fraiser
- Janus
- Jay Felger
- Jinto
- Jolan
- Jolinar
- Jonas Quinn

## K
- Ka'lel
- Kali
- Kar'yn
- Kevin Marks
- Klorel
- Kvasir

## L
- Ladon Radim
- Lantash
- Lionel Pendergast
- Loki
- Louis Ferretti

## M
- Mala
- Malcolm Barrett
- Malek
- Marduk
- Maz'rai
- Melia
- Michael
- Moloc
- Moros (alias Myrddin of Merlin)
- Morrigan
- Mot
- M'Zel

## N
- Neith
- Nerus
- Nesa
- Nicholas Ballard
- Nirrti

## O
- Olokun
- Oma Desala
- Orlin
- Oshu
- Osiris

## P
- Paul Davis
- Paul Emerson
- Pete Shanahan
- Prenum

## Q
- Qetesh

## R
- Ra
- Rak'nor
- Ramius
- Raully
- Ren'al
- Reynolds
- Robert Kinsey
- Robert Rothma
- Rodney McKay
- Ronan
- Ronon Dex
- Rya'c
- Richard Woolsey

## S
- Samantha Carter
- Selmak
- Se'tak
- Seth
- Shak'l
- Shau'nac
- Siler
- Sokar
- Sora
- Steve

## T
- Tanith
- Teal'c
- Terok
- Teyla Emmagan
- Thor
- Thoran
- Thoth
- Tolok
- Trebal
- Trelak
- Tyrus

## U
- U'kin

## V
- Va'lar
- Volnek

## W
- Walter Harriman
- West
- Wex
- William Ronson
- Wraith Survivor

## Y
- Yat'Yir
- Yu

## Z
- Zarin